# Lenovo
Lenovo (Lenovo Groep) is een Chinese maker van computerhardware en consumentenelektronica. In 1984 werd Legend Holdings opgericht en de merknaam Lenovo werd in 2004 geïntroduceerd. Het bedrijf is de grootste computerfabrikant van China en is de grootste ter wereld naar marktaandeel. Naast pc's worden ook fotoapparatuur en mobiele telefoons gemaakt. Het bedrijf levert ook informaticadiensten en biedt in China internettoegang aan. 

## Activiteiten
Lenovo is vooral een producent van computers en gerelateerde apparatuur. In het gebroken boekjaar 2016/17 was zo’n 70% van de omzet afkomstig van de PC verkoop. Mobiele communicatie had in dat jaar een omzetaandeel van 20%. In de Volksrepubliek China wordt iets minder dan een derde van de omzet behaald en in Europa en Noord- en Zuid-Amerika allebei ruim een kwart.
In 2016/17 had Lenovo een aandeel van 21% in de wereldwijde PC verkopen en staat hiermee op de eerste plaats voor HP en Dell.

### Overnames
In december 2004 kondigde IBM aan dat het zijn pc-afdeling zou verkopen aan Lenovo, wat voor verwarde reacties zorgde aangezien de pc in 1981 door IBM groot gemaakt is. De IBM Compatible veroverde de wereld omdat ook andere bedrijven deze pc's in licentie mochten maken. IBM gaf als reden op dat het maken van pc's geen strategisch doel van het bedrijf meer was. Met de verkoop was ongeveer twee miljard dollar gemoeid. IBM verzorgt nog altijd bepaalde diensten voor Lenovo, zoals het netwerk van onderhoudsmonteurs en websites met technische documentatie.
In 2011 nam Lenovo het Duitse Medion over. Lenovo versterkt hiermee de positie op de consumentenmarkt in Europa. In Europa staat Lenovo bekend als leverancier van zakelijke computers. Medion is in de filialen van Aldi in Duitsland, Nederland en België bekend als fabrikant van goedkope elektronica. De overnamesom was circa €629 miljoen. Met de overname verdubbelde Lenovo het marktaandeel in Duitsland tot 14% en in Europa wordt Lenovo met een aandeel van 7,5% de derde computerfabrikant.
In 2014 nam het de telefoonafdeling van Motorola over van Google. Lenovo betaalde $ 2,9 miljard voor 2000 patenten en kreeg een licentie op de rest. Lenovo nam met deze transactie zo'n 3.500 werknemers over, waarvan het merendeel in de Verenigde Staten. De overname was geen succes. In augustus 2015 maakte Lenovo bekend 3200 werknemers te ontslaan nadat de Motorola telefoonverkopen met een derde waren gedaald. Dit onderdeel leed een kwartaalverlies van $300 miljoen in het eerste kwartaal van het boekjaar dat loopt tot en met 31 maart 2016.
In oktober 2014 nam het ook de x86-serveractiviteiten van IBM over voor $ 2,1 miljard. De groei in de belangrijke PC en laptop markten, nu nog zo’n 80% van de omzet van Lenovo, zwakt af en het Chinese bedrijf zoekt nieuwe activiteiten met een hogere groei.

## Producten

### Laptops
- ThinkPad, draagbare computers ontworpen voor zakelijke toepassingen
- IdeaPad, draagbare computers ontworpen voor persoonlijk gebruik
- Essential
- Legion, draagbare computers ontworpen voor gaming

### Tablets
- ThinkPad Tablet
- IdeaTab
- Yoga
- P11 / P11 Pro
- P12 / P12 Pro

### Desktops
- Essential
- ThinkCentre, personal computers ontworpen voor zakelijke toepassingen
- ThinkStation, workstations
- Ideacentre, personal computers ontworpen voor persoonlijk gebruik
- Legion, personal computers ontworpen voor gaming

### Smartphones
- IdeaPhone
- Lenovo (Vibe) K5
- Lenovo K6
- Lenovo P2
- Lenovo Phab 2
- Lenovo A Plus
- Lenovo Z5
- Motorola Moto lijn

## Resultaten
Lenovo heeft een gebroken boekjaar tot 31 maart. Sinds het gebroken boekjaar 2010/2011, is de omzet meer dan verdubbeld over een periode van vijf jaar. In 2010 werd iets minder dan de helft van alle verkopen in China gerealiseerd. De omzet bestond toen bijna uitsluitend uit computers.
| Jaar      | Omzet  | Nettoresultaat |
| --------- | ------ | -------------- |
| 2007/2008 | 16.352 | 485            |
| 2008/2009 | 14.901 | -226           |
| 2009/2010 | 16.605 | 129            |
| 2010/2011 | 21.594 | 273            |
| 2011/2012 | 29.574 | 473            |
| 2012/2013 | 33.873 | 635            |
| 2013/2014 | 38.707 | 817            |
| 2014/2015 | 46.296 | 829            |
| 2015/2016 | 44.912 | -128           |
| 2016/2017 | 43.035 | 535            |

## Eigendomsstructuur
Het bedrijf heeft sinds februari 1994 een beursnotering op de Hong Kong Stock Exchange. Per 31 maart 2017 was Legend Group Holdings, dat gecontroleerd wordt door de Chinese overheid, de grootste aandeelhouder in Lenovo met 31,5% van de aandelen.
| Grootaandeelhouders    | Belang |
| ---------------------- | ------ |
| Legend Group Holdings  | 31,5%  |
| Yang Yuanqing (CEO)    | 6,3%   |
| Overige aandeelhouders | 62,2%  |